# Regn, ånga och fart – Great Western Railway
Regn, ånga och fart – Great Western Railway (engelska: Rain, Steam, and Speed – The Great Western Railway) är en oljemålning av den engelske romantiske konstnären William Turner. Den målades 1844 och ingår sedan 1856 i National Gallery samlingar i London.
Målningen visar ett västgående ånglok från Great Western Railway på väg över Maidenhead Railway Bridge. Bakom, dolt av regn och dis, ligger London. Järnvägsbron över Themsen vid Maidenhead uppfördes i tegel 1838 av Isambard Kingdom Brunel och började trafikeras året därpå; järnvägen var således något hypermodernt vid tavlans färdigställande. Till vänster i målningen, uppströms på Themsen, framskymtar Maidenhead Bridges stenvalv från 1777.
Med tiden fick Turners konst allt mer uppluckrade konturer. Eftersom han i första hand inte var intresserad av regelrätt avbildning blev han en viktig föregångare till modernt, abstrakt måleri. Likt många av Turners senare målningar är Regn, ånga och fart en märklig syntes av målerisk tradition och upplöst dynamik som pekar fram mot impressionismen.